# Олійник Іван Степанович
Олійник Іван Степанович (28 січня 1922, с. Богдани, тепер Варвинського району Чернігівської області — 23 жовтня 1995, Запоріжжя) — український мовознавець, методист, кандидат філологічних наук з 1958, професор з 1980, з. п. в. ш. України з 1980.

## Біографія
Закінчив 1947 філологічний факультет Одеського університету.
В 1947–1955 викладав у Мелітопольському педагогічному інституті, з 1955 — викладач, у 1979
—1988 — завідувач кафедри української мови Запорізького педагогічного інституту (з 1987 — університет).

## Наукова діяльність
Основні праці:
- «Методика роботи з розвитку мови в V–VII класах» (1964),
- «Методика викладання української мови в середній школі» (1979, 1980, у співавт.),
- «Вивчення української мови в 7 класі шкіл з російською мовою навчання» (1979),
- розділ «Слово в лексичній системі української мови» («СУЛМ. Лексика і фразеологія») (1979).

Один з укладачів «Російсько-українського словника» (1962, 1974, 1976, 1978), «Словника лінгвістичних термінів» (1985).
Уклав «Українсько-російський і російсько-український фразеологічний тлумачний словник» (1991).